# Karl-Ludwig Rehse
Karl-Ludwig Rehse, MVO (* 12. Oktober 1937 in Essen; † 12. Mai 2019 in London) war ein deutscher Modeschöpfer und einer von drei Schneidern der britischen Königin Elisabeth II., die sie als Hoflieferanten mit Garderobe beliefern. Seine Mode trug sie seit 1988.

## Leben

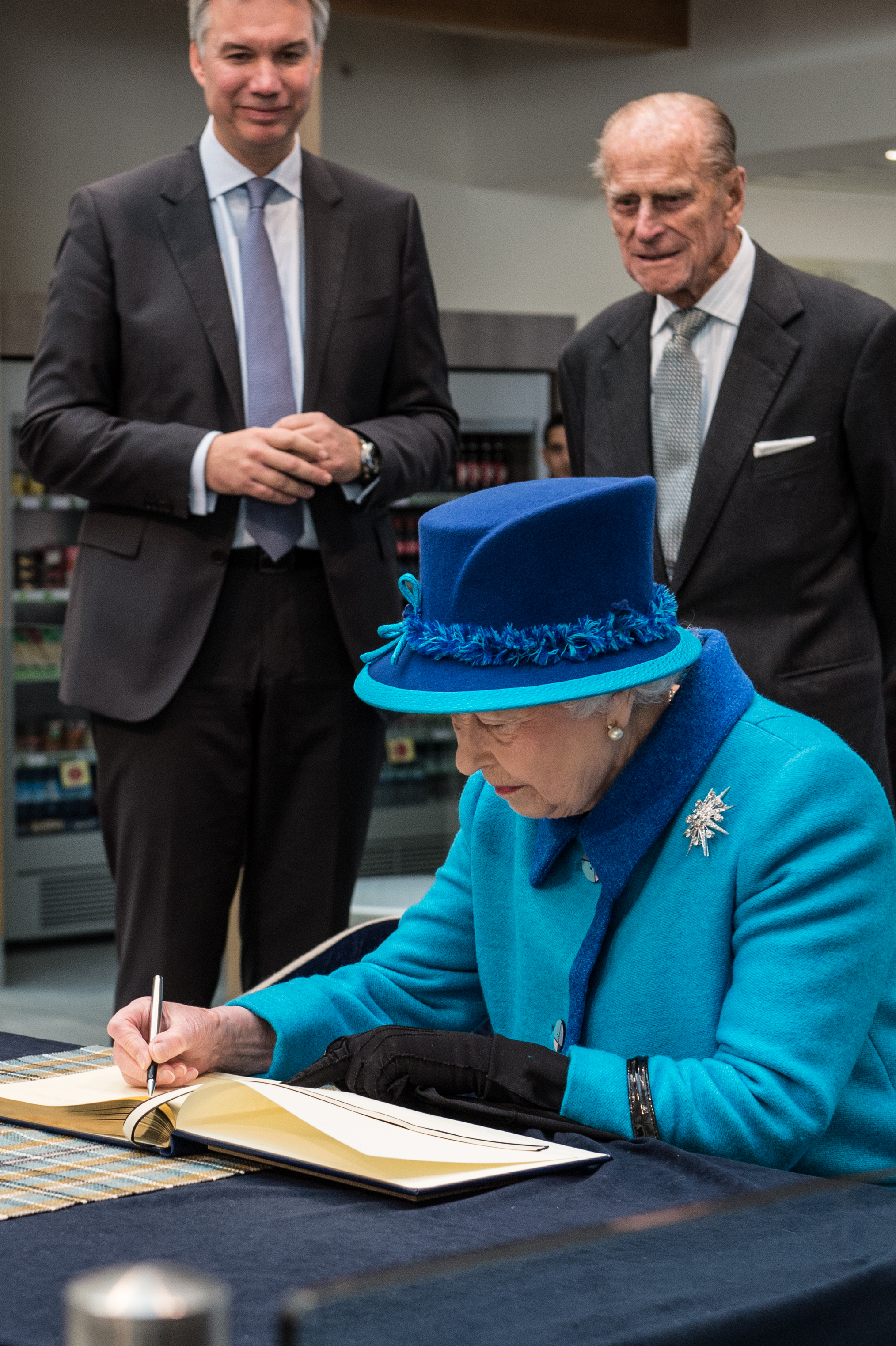
Elisabeth II. in einem Mantel von Rehse, hier im Jahr 2013, ein Stück, das sie – business as usual – auch am 9. September 2015 trug, als sie den Weltrekord des ältesten amtierenden Monarchen aufstellte

Rehse, Sohn eines Diplom-Ingenieurs und Enkel eines Bankdirektors, wuchs im Essener Moltkeviertel an der Wallotstraße auf. Sein Interesse für Kleidermode wurde durch seine Großmutter geweckt, mit der er eine Handwerksmesse besuchte, auf der elegante Mode gezeigt wurde. Nachdem ihm die Handwerkskammer den Hinweis gegeben hatte, dass Männer keine Damenschneider werden könnten, beschloss er, Herrenschneider zu werden und eine entsprechende Lehre zu durchlaufen. Gleichwohl träumte er davon, Damenkleider zu entwerfen. Die Lehre zum Herrenschneider absolvierte Rehse in Essen-Bredeney. Nach der Gesellenprüfung arbeitete Rehse in einer Düsseldorfer Boutique für Maßanfertigungen. Dann ging er nach München in das Atelier von Horst Klöß, der geraten hatte, eine weitere Ausbildung bei ihm dem Besuch der Deutschen Meisterschule für Mode vorzuziehen, und legte die Meisterprüfung in der Damenschneiderei ab. Dort schneiderte er bereits Mode für Adelige und Filmstars. Nach einer Urlaubsreise, die er in den 1960er Jahren nach London unternommen hatte, ließ er Pläne einer Ansiedlung in Paris fallen und beschloss, in der britischen Hauptstadt zu arbeiten. Dort fand er Anstellung bei John Cavanagh und Bellville Sassoon, die damals zu den renommiertesten Bekleidungshäusern Londons zählten. Parallel erlernte er die englische Sprache.
Nach einer kurzen Auszeit in Spanien und einem Job als Banker machte er sich im März 1988 mit seinem Freund und Partner John Anderson, der schon früher für die britische Königsfamilie geschneidert hatte, selbstständig und eröffnete mit ihm unter dem Namen des Freundes im Londoner Stadtviertel Marylebone einen eigenen Laden. Im gleichen Jahr kreierten sie eine Sommer-Kollektion, von der Elisabeth II. erfuhr, die sie zu einer Präsentation der Kollektion auf Schloss Windsor einlud. Dies führte zu einer langjährigen Geschäftsbeziehung zwischen der Königin und den Couturiers. Bald ernannte sie John Anderson zum Hoflieferanten. Die Firma John Anderson war somit berechtigt, den königlichen Hoflieferanten-Titel und das entsprechende Wappen zu führen. Als Rehses Freund und Partner Anderson am zweiten Weihnachtstag 1996 nach einer schweren Krankheit starb, geriet Rehse in eine tiefe Krise, in der er erwog, das Geschäft aufzugeben. Nach einem persönlichen Gespräch mit der Königin fühlte er sich ermutigt weiterzumachen. 1997 verlieh sie ihm den Hoflieferanten-Titel. Bis 2007 führte er auch den „Royal Warrant“ der Königinmutter Elizabeth Bowes-Lyon. Im Jahre 2009 verkleinerte er seinen Betrieb, der im Jahr 2000 den bisherigen Namen John Anderson in Karl Ludwig Couture geändert hatte. Seit der Verkleinerung arbeitete für ihn nur noch eine langjährig beschäftigte spanische Mitarbeiterin. Außerdem verlegte er sein Atelier in ein kleines Gartenstudio, das er nach einer Figur aus Peter Pan sein „Wendy-Haus“ nannte. Neben einigen Damen war die Königin eine seiner wenigen Kundinnen. Die ihr vorgeschlagenen Entwürfe und Stoffmuster suchte sie – oft Monate vor entsprechenden Auftritten und Anlässen – selbst aus und äußerte bei der Anprobe seiner Unikate gelegentlich Wünsche nach Änderungen, die Rehse für sie, die ihn bei seinem Vornamen „Karl“ nannte, bereitwillig erfüllte.
Am 16. Juli 2010 verlieh ihm die City of London die Auszeichnung Freedom of the City. Am 13. Juni 2015 machte ihn Elisabeth II. zum Ehrenmitglied des Victoria-Ordens.